# Свети Атанасий (Дурмани)
Вижте пояснителната страница за други значения на Свети Атанасий.
„Свети Атанасий“ (на гръцки: Αγίου Αθανασίου) е възрожденска православна църква край берското село Трипотамос, Егейска Македония, Гърция.
Храмът е последният остатък от унищоженото в Негушкото въстание в 1822 година село Дурмани (Ντουρμάνι), разположен в полите на Каракамен, на няколко километра северозападно от Лужица (Трипотамос). Според двата надписа храмът е изписан от зографа Алексиос и брат му Анастасиос от Янина - в 1736 година наоса и в 1744 година нартекса при управлението на митрополит Йоаким III Берски и Негушки. Подписват се „χειρ Αναστασίου και Αλεξίου ιερέος τον αυταδέλφον εκ τόπου Ιωαννίνων“.